# Лубенский молочный завод
Лубенский молочный завод (укр. Лубенський молочний завод) — предприятие молочной промышленности в городе Лубны Полтавской области, которое занимается переработкой молока, производит пакетированное молоко и молочную продукцию.
Входит в состав ассоциации производителей молочной продукции Полтавской области «Полтавамолоко».

## История
Предприятие было создано в соответствии с вторым пятилетним планом развития народного хозяйства СССР и введено в эксплуатацию 28 сентября 1937 года. После начала Великой Отечественной войны завод пострадал в ходе боевых действий и во время немецкой оккупации города (13 сентября 1941 — 18 апреля 1943), но в 1944 году возобновил работу - сначала под наименованием Лубенский маслодельный завод, а в дальнейшем, в связи с расширением ассортимента выпускаемой молочной продукции - под наименованием Лубенский молочный завод.
После провозглашения независимости Украины завод был приватизирован и преобразован в открытое акционерное общество.
2002 год завод закончил с чистой прибылью 5 млн. гривен.
По состоянию на 2004 год завод входил в число десяти крупнейших предприятий-производителей молочной продукции на территории Украины, производственные мощности позволяли перерабатывать 130 тонн молока в сутки, ассортимент составлял 64 вида молочной продукции (сливочное масло, сметана, кефир, бифилактоны, бифилайты, молоко, сыворотка, йогурты, творожные и сырные десерты, мороженое).
В июне 2004 года завод получил сертификат соответствия системы управления качеством на предприятии требованиям стандарта ISO 9001 образца 2000 года.
Начавшийся в 2008 году экономический кризис осложнил положение завода, но к 2010 году положение улучшилось. В течение 2010 года завод переработал свыше 50 тыс. тонн молока, выпустил 13 тыс. тонн кисломолочной продукции, 4 тыс. тонн сметаны, свыше 2 тыс. тонн мороженого, 2 тыс. тонн кисломолочных сыров и сырных продуктов, 500 тонн масла, а также значительное количество иных продуктов питания и завершил 2010 год с чистой прибылью 7,4 млн. гривен (увеличив чистую прибыль на 44% по сравнению с 2009 годом).
По состоянию на начало 2011 года ОАО «Лубенский молочный завод» производил более 250 видов продукции – молочные продукты (кефир, масло, йогурт, ряженка, молоко, десерты, творог и др.), мороженое, 30 видов полуфабрикатов, а также готовые кондитерские изделия. Мощность предприятия составляла около 100 тонн цельномолочной продукции в сутки.
В декабре 2011 года завод сменил собственника (контрольный пакет в размере 83,5998% акций перешёл от ООО "Спортивный клуб "Фаворит" к ООО "Милко и Ко") и в дальнейшем был преобразован в общество с ограниченной ответственностью.
В связи с девальвацией покупательной способности гривны в течение 2014 года и сокращением поголовья коров к началу 2015 года положение предприятий молочной промышленности Украины осложнилось, в условиях снижения спроса населения на молочную продукцию на внутреннем рынке молочной продукции Полтавской области усилилась конкуренция между Лубенским молочным заводом и продукцией производителей из других регионов страны.

## Современное состояние
Лубенский молочный завод - крупнейшее предприятие пищевой промышленности в городе Лубны, которое выпускает молочную продукцию под торговой маркой "Гармония".